# Silvius
Silvius là một chi ruồi trong họ Tabanidae. Chi này gồm các loài:
- S. abdominalis Philip, 1954
- S. algirus Meigen 1830
- S. alpinus (Scopoli 1763)
- S. appendiculatus Macquart 1846
- S. ceras (Townsend, 1897)
- S. gibsoni Philip, 1958
- S. gigantulus Loew, 1872
- S. inflaticornis Austen 1925
- S. jeanae Pechuman, 1960
- S. latifrons Olsufjev 1937
- S. microcephalus Wehr, 1922
- S. notatus (Bigot, 1892)
- S. philipi Pechuman, 1938
- S. pollinosus Williston, 1880
- S. quadrivittatus (Bigot, 1823)
- S. sayi Brennan, 1935
- S. trifolium Osten Sacken, 1875
- S. variegatus (Fabricius 1805)

Danh sách này không đầy đủ, bạn cũng có thể giúp mở rộng danh sách.

## Hình ảnh

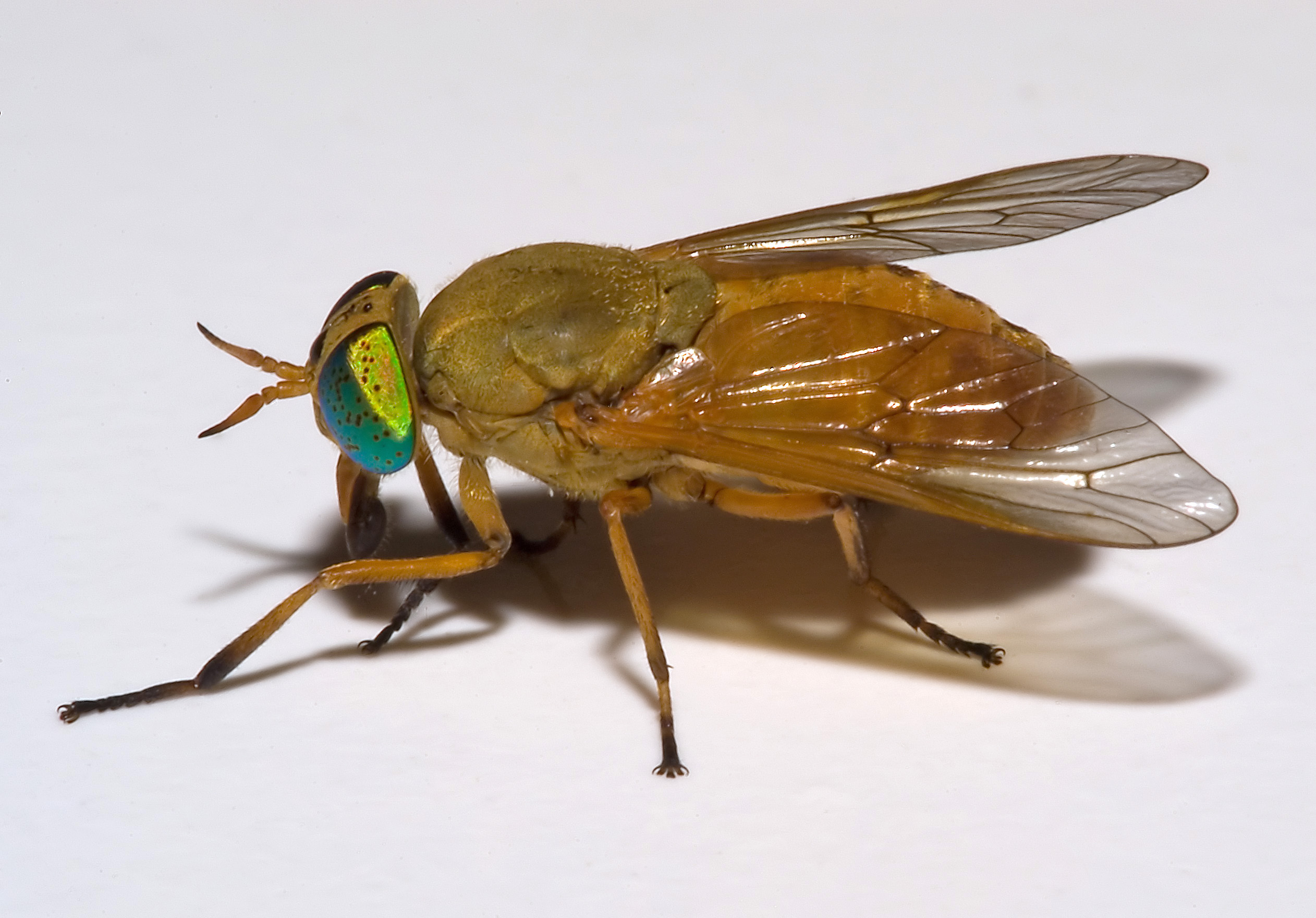